# Australobolbus tibialis
Australobolbus tibialis is een keversoort uit de familie mesttorren (Geotrupidae). De wetenschappelijke naam van de soort werd in 1992 gepubliceerd door Henry Fuller Howden.